# Дуплёво (Московская область)

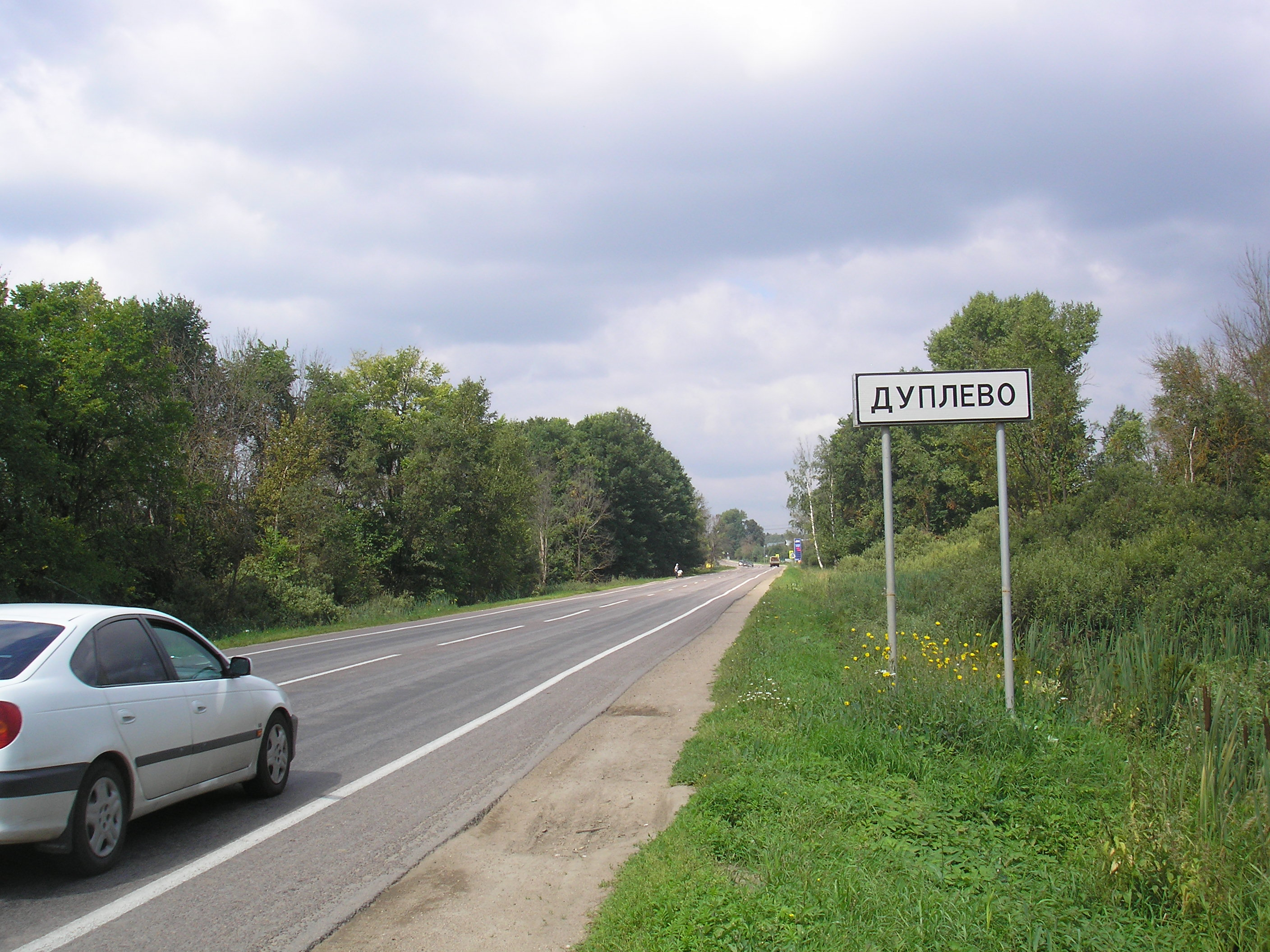

Дуплёво — деревня в составе сельского поселения Ядроминское Истринского района Московской области. Население — 58 чел. (2010), зарегистрировано 3 садовых товарищества и личное подсобное хозяйство Росинка.
Дуплёво расположено в 17 км к севере-западу от райцентра Истра и в непосредственной близости (на окраине деревни) от железнодорожной платформы Курсаковская Рижского направления, на левом берегу реки Молодильня, высота над уровнем моря 216 м.

## История
Есть запись за 1710 (РГАДА. Ф.350. Оп. 1. Д.253)
1710: Переписна книга Московського повіту:" Горетов, Сурожский і Бохова стани: сказки, подані переписувачу стольнику Івану Олексійовичу Посникова
(л.342) 1710-го серпня в 11 день ... підполковника Михайла Самсоновича Богданова староста ... сказав за вотчинником ево в Московському повіті в Сурозького стану сільце Дуплево."
В XVI—XVIII веках Дуплёво входило в состав Сурожского стана Московского уезда, в 1782—1796 годах — в Воскресенский уезд и затем в Новопетровскую волость Рузского уезда Московской губернии. При советской власти, с 1922 года деревня в составе нового Воскресенского уезда, с 3 июня 1929 года в составе Воскресенского района Московской области.

## Население
| 2002 | 2006 | 2010 |
| ---- | ---- | ---- |
| 41   | ↘40  | ↗58  |